# Bayley-Flyer
Bayley-Flyer is een Amerikaans historisch merk van motorfietsen.
De bedrijfsnaam was: McLeod Mfg. Co., Portland (Oregon), later Bayley-Flyer Autocycle Co., Chicago (Illinois)
Bayley-Flyer was een Amerikaans merk dat een zeer bijzondere constructie maakte, met liggende 3½pk-tweecilindermotor, asaandrijving, handstarter en automatische versnellingen. Het was desondanks niet succesvol zodat het weer snel verdween. De productie liep van 1913 tot 1917.